# Lemondás a brit alsóházi tagságról
A brit alsóházi parlamenti képviselőknek technikailag tilos a lemondás. A tiltás megkerüléséhez egy jogi fikciót alkalmaznak. A kinevezés „bevétellel járó koronahivatalba” összeférhetetlen a parlamenti képviselőséggel. A képviselőket a pénzügyminiszter általában a következő két hivatalba szokta kinevezni, hogy a gyakorlatban lemondhassanak a székükről:
- Steward or Bailiff of Her Majesty's Three Chiltern Hundreds of Stoke, Desborough and Burnham in the county of Buckingham[1] és
- Crown Steward and Bailiff of the Manor of Northstead

Számos egyéb hivatalt is használtak a múltban, de ma már csak a Chiltern Hundreds és a Manor of Northstead hivatalaiba való kinevezést használják.
A hivatalok kizárólag névleges juttatással járnak. Általában addig tartják meg ezeket a hivatalokat a képviselők, amíg azokra nincs újra szükség egy másik képviselő lemondásához. A Chiltern Hundredst általában felváltva használják a Manor of Northsteaddel, ami lehetővé teszi, hogy egyszerre két képviselő is lemondjon. Amikor több, mint két képviselő mond le egyszerre, mint ahogy történt 1985. december 17-én, amikor egyszerre 15 ulsteri unionista képviselő mondott le az angol-ír egyezség ellen tiltakozva, lemondások elméletben nem egyszerre történtek, hanem szétoszlatva az egész napra, mely során minden képviselő csupán rövid ideig birtokolta a két hivatal egyikét. A hivatalok viselőit később újra lehet választani a parlamentbe.

## Történelem
1623-ban egy szabály kijelentette, hogy a parlamenti képviselőkre bizalmat ruháztak, hogy képviseljék választókörzetüket, és így nem áll jogukban lemondani róla. Azokban az időkben a parlament gyengébb volt, a képviselőségre inkább nemkedvelt kötelességként és nem hatalmi és megtisztelő pozícióként gondoltak. Azonban ha egy képviselő elfogadott a koronától egy „bevétellel járó hivatalt”, nem lehetett többé képviselő, mert féltek, hogy a függetlensége megsérülhetne, ha a király fizetésében állna. Ezért kitalálták a lemondani szándékozó képviselők számára azt a jogi fikciót, hogy a posztjáról lemondani szándékozó képviselő jelentkezett a királynál a „Steward of the Chiltern Hundreds” vagy a „Steward of the Manor of Northstead” elavult és gyér fizetéssel járó, mégis a király kegyével járó hivataláért. A Chiltern Hundredst először 1751. január 17-én használták ürügyként a lemondásra, amikor John Pitt le szeretett volna mondani Wareham körzetében szerzett székéről, hogy indulhasson Dorchesterben. A Manor of Northsteadet lemondási ürügyként először 1842. április 6-án használta Patrcik Chalmers, a burghsi Montrose választókerület képviselője.
A tiltás arra vonatkozott, hogy egy képviselő elfogadjon a koronától egy bevétellel járó hivatalt, de nem diszkvalifikálta az ilyen hivatal viselőit az alsóházba való megválasztástól. Ennek eredményeképpen időközi választást kellett tartani, amikor valaki miniszter vagy miniszterelnök lett. A törvényt részben megváltoztatták 1919-ben és végül 1926-ban azzal a céllal, hogy a kormány tagjainak ne kellejen végigmenniük az újraválasztáson kinevezésükkor.
Az ugyanerre a célra korábban a következő hivatalokat is használták:
- Steward and Bailiff of the Manor of East Hundred, vagy Hendred, Berks (magyarul, East Hundred [vagy Hendred Berks] uradalmának helytartója és tiszttartója). Ezt a helytartóságot parlamenti célokra először 1763 szeptember 14-én használta William Hamilton, és azóta többé kevésbé folyamatos használatban volt 1840-ig, ezután megszűnt. Az uradalomhoz tartoztak örökhaszonbérletek, a szokások bíróságokat megtartották és a helytartóság egy valódi és aktív hivatal volt. Az uradalmat 1823-ban nyilvános aukción eladták, de a korona valamilyen módon megtartotta a helytartó kinevezésének a jogát még tizenhét évig.
- Steward of the Manor of Hempholme, Yorkshire (magyarul a yorkshirei Hepholme uradalom helytartója). Ez az uradalom úgy tűnik ugyanarra a célra volt használva, mint a northsteadi. 1835-ih bérbe volt adva, parlamenti célokra 1845 és 1865 között alkalmazták. 1866-ban eladták.

- Escheator of Munster. Az escheatorök feladata volt a korona jogainak biztosítása azon birtokok felett, amelyek törvényesen ráháramlottak a megvádoltaktól és elítéltekről. Írországban már 1256-ban történik említés escheatorökről. 1605-ben az Írországi escheatorshipet négy részre osztották, minden tartományhoz rendeltek egyet, de a kötelességek hamarosan névlegessé váltak a gyakorlatban. A munsteri escheatorshipet parlamenti célokra 1793 és 1800 között használták az ír parlamentben, az egyesült parlamentben pedig (24-szer ír képviselői helyekre és egyszer egy skótra) 1801 és 1820 között használták. 1820 után már nem használták és 1838-ban meg is szüntették.

- Steward of the Manor of Old Shoreham, Sussex (magyarul a sussexi Old Shoreham uradalom helytartója). Ez az uradalom a Cornwall hercegséghez tartozott és nehéz megérteni hogyan tekintették koronakinevezésnek. Parlamenti célokra 1756-ban használták először és utáni időnként egészen 1799-ig, mely évben a hercegség eladta Norfolk hercegének.

- Steward of the Manor of Poynings, Sussex (magyarul a sussexi Poynings uradalom helytartója). Ez az uradalom Lord Montague 1804 körüli halálával visszaszállt a koronára, de körülbelül 1835-ig bérbe volt adva. Parlamenti célokra csupán kétszer használták, 1841-ben és 1843-ban.

- Escheator of Ulster. Ezt a kinevezést az egyesült parlamentben háromszor használták, mindig ír képviselői helyeknél; utoljára 1819-ben.
  - 1801. február: William Talbot (Kilkenny)
  - 1804. március: John Claudius Beresford (Dublin City)
  - 1819. február: Richard Nevill (Wexford Town)

## A popkultúrában
Amikor Jeffrey Archer politikai regényének a First Among Equals szereplője, a tory képviselő Simon Kerslake a lemondást fontolgatja nagyon közel kerül a Steward of the Chiltern Hundreds kinevezés elfogadásához.
A The Amazing Mrs Pritchard című BBC drámában egy ellenzéki képviselőnek jelentkeznie kell a Steward of the Chiltern Hundreds posztért miután egy légibiztonsági vitán elaludt és emiatt egy hibás utasszállító felrobbant London északi része fölött.

## Fordítás
- Ez a szócikk részben vagy egészben  a   Resignation from the British House of Commons című angol Wikipédia-szócikk ezen változatának fordításán alapul.  Az eredeti cikk szerkesztőit annak laptörténete sorolja fel. Ez a jelzés csupán a megfogalmazás eredetét és a szerzői jogokat jelzi, nem szolgál a cikkben szereplő információk forrásmegjelöléseként.

## Külső hivatkozások
- Parliamentary Factsheet on the Chiltern Hundreds